# Edu Manga
Edu Manga (født 2. februar 1967) er en tidligere brasiliansk fodboldspiller.

## Brasiliens fodboldlandshold
| Brasiliens landshold | Brasiliens landshold | Brasiliens landshold |
| År                   | Kmp                  | Mål                  |
| -------------------- | -------------------- | -------------------- |
| 1987                 | 2                    | 0                    |
| 1988                 | 3                    | 0                    |
| 1989                 | 5                    | 0                    |
| Total                | 10                   | 0                    |